# Juan de Nova
{

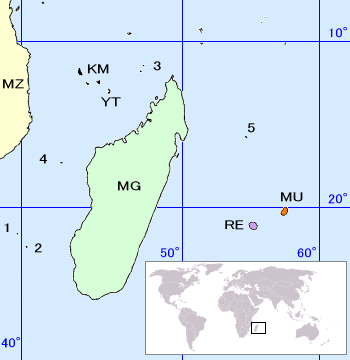
Harta insulelor
• 1 : Bassas da India
• 2 : Europa
• 3 : Insulele Glorioase
• 4 : Juan de Nova
• 5 : Tromelin
(KM : Comore, MG : Madagascar, MU : Maurițius, MZ : Mozambic, RE : Réunion, YT : Mayotte)

Insula Juan de Nova (franceză Île Juan de Nova, oficial Juan da Nova) este o insulă ce face parte din Insulele împrăștiate în Oceanul Indian, un teritoriu francez. Este situată la coordonatele 17°03′S 42°45′E / 17.050°S 42.750°E în centrul Canalului Mozambic între Madagascar și coasta africană. 
Insula are o suprafață de 4,4 km², o fomă alungită cu o lungime de 6 km și o lărgime maximă de 1,6 km. Insura este înconjurată de un recif de corali care formează un recif de aproximativ 40 km². Nu există porturi, vapoarele trebuind să acosteze în larg dar insula este dotată de o pistă de aterizare de 1300m. Insula este acoperită aproape în întregime de o pădure, restul teritoriului fiind acoperit de ferigi.

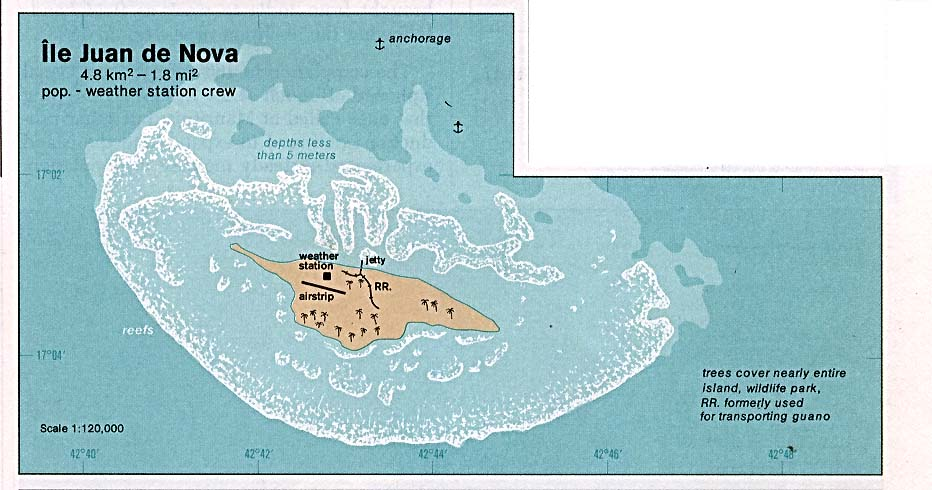
Harta insulei

Insula poartă numele lui João da Nova, un amiral portughez originat din Galicia, care a vizitat insula în 1501. Este o posesiune franceză din 1897. În timpul celui de al doilea război mondial insula a fost vizitată de către submarinele germane. Actualmente insula este revendicată de către Madagascar, în perioada colonială franceză, până în 1960, acestea depinzând de colonia Madagascar. 
Insula are staționată o garnizoană militară franceză, o stație meteorologică permanentă funcționează pe insulă din anul 1949 și este complet automatizată din anii 1980. La începuturl secolului XX pe insulă s-au exploatat fosfații, folosiți ca îngrășământ în agricultură. Actualmente, zona economică exclusivă din jurul insulei, cu o suprafață de peste 61.050 km² este unul dintre principalele avantaje ale acesteia. 

## Descriere
Juan de Nova, cu dimensiunile aproximative de șase kilometri (3,7 mi) lungime și 1,6 kilometri (1 mi) la cel mai lat, este o rezervație naturală  înconjurată de recife care cuprinde o zonă — nu o lagună adevărată ca într-un atol — de aproximativ 40 km2. Pădurile, în principal din arbori casuarinaceae, acoperă aproximativ jumătate din insulă. Țestoasele marine cuibăresc pe plajele din jurul insulei.

### Epave
Insula se află pe ruta maritimă dintre Africa de Sud și vârful nordic al Madagascarului. Este afectată de curenți puternici și a devenit locul a numeroase epave. Cele mai vizibile sunt rămășițele SS Tottenham⁠(en)[traduceți] care au eșuat pe reciful marginal sudic în 1911.

### Clima
Insula prezintă un climat de savană tropicală (Köppen Aw). Un an pe insulă poate fi împărțit în două anotimpuri: sezonul rece și sezonul ploios.
|              | Perioada                   | Temperatura                              | Precipitații              | Umiditate                               |
| ------------ | -------------------------- | ---------------------------------------- | ------------------------- | --------------------------------------- |
| Sezon rece   | Aprilie până în noieembrie | 28.4 °C (Aprilie) până în 25 °C (August) | 1.9 mm până în 39.6 mm    | 79% to 66%                              |
| Sezon ploios | Decembrie până în martie   | Stabil: 28.4 °C - 28.5 °C                | 100.7 mm până în 275.8 mm | 80% (Decembrie) până la 83% (februarie) |

| Date climatice pentru Juan de Nova Island | Date climatice pentru Juan de Nova Island | Date climatice pentru Juan de Nova Island | Date climatice pentru Juan de Nova Island | Date climatice pentru Juan de Nova Island | Date climatice pentru Juan de Nova Island | Date climatice pentru Juan de Nova Island | Date climatice pentru Juan de Nova Island | Date climatice pentru Juan de Nova Island | Date climatice pentru Juan de Nova Island | Date climatice pentru Juan de Nova Island | Date climatice pentru Juan de Nova Island | Date climatice pentru Juan de Nova Island | Date climatice pentru Juan de Nova Island |
| Luna                                      | Ian                                       | Feb                                       | Mar                                       | Apr                                       | Mai                                       | Iun                                       | Iul                                       | Aug                                       | Sep                                       | Oct                                       | Nov                                       | Dec                                       | Anual                                     |
| ----------------------------------------- | ----------------------------------------- | ----------------------------------------- | ----------------------------------------- | ----------------------------------------- | ----------------------------------------- | ----------------------------------------- | ----------------------------------------- | ----------------------------------------- | ----------------------------------------- | ----------------------------------------- | ----------------------------------------- | ----------------------------------------- | ----------------------------------------- |
| Maxima medie °C (°F)                      | 30.1 (86,2)                               | 30.0 (86)                                 | 30.4 (86,7)                               | 30.2 (86,4)                               | 28.9 (84)                                 | 27.4 (81,3)                               | 26.8 (80,2)                               | 26.9 (80,4)                               | 27.7 (81,9)                               | 28.8 (83,8)                               | 29.9 (85,8)                               | 30.4 (86,7)                               | 28,9 (84)                                 |
| Media zilnică °C (°F)                     | 28.3 (82,9)                               | 28.2 (82,8)                               | 28.6 (83,5)                               | 28.3 (82,9)                               | 27.2 (81)                                 | 25.7 (78,3)                               | 24.9 (76,8)                               | 25.0 (77)                                 | 25.6 (78,1)                               | 26.7 (80,1)                               | 27.8 (82)                                 | 28.4 (83,1)                               | 27,1 (80,8)                               |
| Minima medie °C (°F)                      | 26.6 (79,9)                               | 26.5 (79,7)                               | 26.8 (80,2)                               | 26.8 (80,2)                               | 25.8 (78,4)                               | 24.3 (75,7)                               | 23.4 (74,1)                               | 23.3 (73,9)                               | 23.7 (74,7)                               | 24.7 (76,5)                               | 25.8 (78,4)                               | 26.4 (79,5)                               | 25,3 (77,5)                               |
| Minima istorică °C (°F)                   | 20 (68)                                   | 16 (61)                                   | 20 (68)                                   | 21 (70)                                   | 20 (68)                                   | 19 (66)                                   | 18 (64)                                   | 17 (63)                                   | 19 (66)                                   | 19 (66)                                   | 19 (66)                                   | 22 (72)                                   | 16 (61)                                   |
| Precipitații mm (inches)                  | 324 (12.76)                               | 289 (11.38)                               | 140 (5.51)                                | 21 (0.83)                                 | 18 (0.71)                                 | 9 (0.35)                                  | 11 (0.43)                                 | 4 (0.16)                                  | 1 (0.04)                                  | 8 (0.31)                                  | 22 (0.87)                                 | 139 (5.47)                                | 986 (38,82)                               |
| Umiditate [%]                             | 80                                        | 81                                        | 78                                        | 74                                        | 71                                        | 70                                        | 71                                        | 72                                        | 74                                        | 75                                        | 75                                        | 77                                        | 75                                        |
| Nr. de zile cu precipitații (≥ 0.1 mm)    | 13                                        | 13                                        | 9                                         | 5                                         | 3                                         | 3                                         | 2                                         | 1                                         | 1                                         | 2                                         | 3                                         | 10                                        | 65                                        |
| Ore însorite                              | 229.4                                     | 203.4                                     | 257.3                                     | 276.0                                     | 282.1                                     | 273.0                                     | 275.9                                     | 285.2                                     | 282.0                                     | 313.1                                     | 300.0                                     | 251.1                                     | 3.228,5                                   |
| Sursă: Deutscher Wetterdienst             |                                           |                                           |                                           |                                           |                                           |                                           |                                           |                                           |                                           |                                           |                                           |                                           |                                           |